# Courtney Love
Courtney Love (født 9. juli 1964) er en amerikansk rockmusiker og skuespiller.
I 1991 debuterede hendes eget grungeband Hole med deres første album. Mod slutningen af 1990'erne gik Hole dog hver til sit, og Courtney Love påbegyndte efter noget tid en solokarriere. I 2004 udgav hun albummet America's Sweetheart, der dog blev en kæmpe skuffelse.
I starten af 2006 arbejdede Courtney Love intenst på sit næste soloalbum, bl.a. sammen med Billy Corgan (fra Smashing Pumpkins) og Linda Perry (fra 4 Non Blondes). Projektet blev dog ikke til noget, og i 2009 blev Hole genforenet. Gruppen indspillede et album, Nobody's Daughter, der blev udgivet i 2010, og gruppen fulgte dette op med en turné, der bl.a. bragte dem til Danmark 13. maj 2010.
Udover karrieren som musiker har Courtney Love spillet med i flere film, hvoraf de mest bemærkelsesværdige af Milos Forman-filmene Folket mod Larry Flint (1996) og Man on the Moon (1999). For sin rolle i førstenævnte var hun nomineret til en Golden Globe Award.

Courtney Love har en datter Frances Bean Cobain (f. 1992) sammen med Kurt Cobain
Love er også kendt for at have været gift med den nu afdøde Kurt Cobain (forsanger i Nirvana) og været kæreste med Billy Corgan (forsanger og guitarist i Smashing Pumpkins)

## Filmografi
| År   | Film                                          | Rolle                  | Noter |
| ---- | --------------------------------------------- | ---------------------- | --- |
| 1986 | Sid and Nancy                                 | Gretchen               | |
| 1987 | Straight to Hell                              | Velma                  | |
| 1988 | Tapeheads                                     | Norman's spanker       | Fremgår ikke af rulleteksterne |
| 1996 | Basquiat                                      | Big Pink               | |
| 1996 | Feeling Minnesota                             | Servitricen Rhonda     | |
| 1996 | Folket mod Larry Flynt                        | Althea Leasure Flynt   | Boston Society of Film Critics Award for Best Supporting Actress Chicago Film Critics Association Award for Most Promising Actress Florida Film Critics Circle Award for Best Supporting Actress New York Film Critics Circle Award for Best Supporting Actress Satellite Award for Best Supporting Actress - Motion Picture Nomineret — Golden Globe Award for Best Actress – Motion Picture Drama |
| 1999 | 200 Cigarettes                                | Lucy                   | |
| 1999 | Man on the Moon                               | Lynne Margulies        | |
| 2000 | Beat                                          | Joan Vollmer Burroughs | |
| 2001 | Julie Johnson                                 | Claire                 | L.A. Outfest Award for Best Actress |
| 2002 | Trapped                                       | Cheryl                 | |
| 2005 | Trailer for a Remake of Gore Vidal's Caligula | Caligula               | Kortfilm |